# Telapristone
Telapristone (INN), như telapristone acetate (tên dự kiến thương hiệu Proellex, Progenta; cựu tên mã CDB-4124), là một bộ điều biến biến cấu thụ thể progesterone chọn lọc tổng hợp, steroid (SPRM) liên quan đến mifepristone mà đang được phát triển bởi Repros Therapeutics để điều trị ung thư vú, lạc nội mạc tử cung và u xơ tử cung. Nó ban đầu được phát triển bởi Viện Y tế Quốc gia (NIH), và, vào năm 2017, là trong các thử nghiệm lâm sàng giai đoạn II cho các chỉ định đã nói ở trên.  Ngoài hoạt động dưới dạng XUÂN, thuốc còn có một số hoạt tính antiglucocorticoid.